# Fülöpjakab
Fülöpjakab este un sat în districtul Kecskemét, județul Bács-Kiskun, Ungaria, având o populație de 1.136 de locuitori (2011). 

## Demografie
Componența etnică a satului Fülöpjakab
     Maghiari (97,8%)
     Germani (1,1%)
     Necunoscut (1,1%)
     Alții (1,1%)
Componența confesională a satului Fülöpjakab
     Romano-catolici (79,67%)
     Fără religie (6,25%)
     Reformați (3,43%)
     Necunoscută (9,77%)
     Alte religii (1,23%)
Conform recensământului din 2011, satul Fülöpjakab avea 1.136 de locuitori. Din punct de vedere etnic, majoritatea locuitorilor (97,8%) erau maghiari, cu o minoritate de germani (1,1%). Apartenența etnică nu este cunoscută în cazul a 1,1% din locuitori.  Din punct de vedere confesional, majoritatea locuitorilor (79,67%) erau romano-catolici, existând și minorități de persoane fără religie (6,25%) și reformați (3,43%). Pentru 9,77% din locuitori nu este cunoscută apartenența confesională.